# 西岡晃
西岡 晃（日语：／ Nishioka Akira；1973年12月27日—），日本政治人物，無黨籍。現任山口縣美祢市長（1期）。山口縣美禰市豊田前町出身。

## 生平
先後畢業於美祢市立豐田前小學校、美祢市立豐田前中學校、下關商業高等學校。
曾在三菱樹脂公司任職。
2003年4月，投入政治活動。

## 醜聞
2018年11月2日，西岡晃來臺考察2018臺中花博五日，卻被媒體爆料去了有裸女陪侍的卡拉OK店。

## 外部連結
- 山口県美祢市長西岡晃[永久]
- 市長室 | 交流拠点都市 美祢市